# Helena Nordheim
Helena Nordheim (ur. 1 sierpnia 1903 w Amsterdamie, zm. 2 lipca 1943 w obozie zagłady Sobibór) – holenderska gimnastyczka sportowa, złota medalistka w wieloboju sportowym na Olimpiadzie w Amsterdamie w 1928.
Razem z koleżankami zdobyła pierwszy kobiecy złoty medal olimpijski w historii Holandii.
W związku ze swoim żydowskim pochodzeniem została w 1943 deportowana przez hitlerowców wraz z mężem i córką poprzez obóz przejściowy Westerbork do Sobiboru, gdzie cała rodzina zginęła w komorze gazowej.
Także trzy inne zawodniczki ze zwycięskiego zespołu: Estella Agsteribbe, Anna Polak i Judikje Simons
zostały zamordowane przez nazistów.